# 始地菇科
始地菇科（学名：Eoterfeziaceae）为子囊菌门的一科真菌。未指定目，未指定纲。

## 下属分类
- Acanthogymnomyces
- 始地菇属 Eoterfezia